# Classe Fantasy
La classe Fantasy est une classe de huit navires de croisière réalisée pour l'opérateur américain de croisière Carnival Cruise Lines du groupe Carnival Corporation & PLC.
Ils furent construits au chantier naval finlandais Kvaerner Masa-Yards (devenu Chantier naval de Hietalahti) à Helsinki.

## Conception
Les deux derniers de cette classe bénéficièrent de la nouveauté technique du  Azipod (en)-Azimuth thruster.

## Les unités de la classe Fantasy
- Carnival Fantasy (1990)
- Carnival Ecstasy (1991)
- Carnival Sensation (1993)
- Carnival Fascination (1994)
- Carnival Imagination (1995)
- Carnival Inspiration (1996)
- Carnival Elation (1998)
- Carnival Paradise (1998)

Ils sont progressivement mis au démantèlement depuis 2020, en conséquence principalement de la crise sanitaire du Covid-19.